# Leucotrachea melanobis
Leucotrachea melanobis là một loài bướm đêm trong họ Noctuidae.